# 丹尼士三叉戟二型

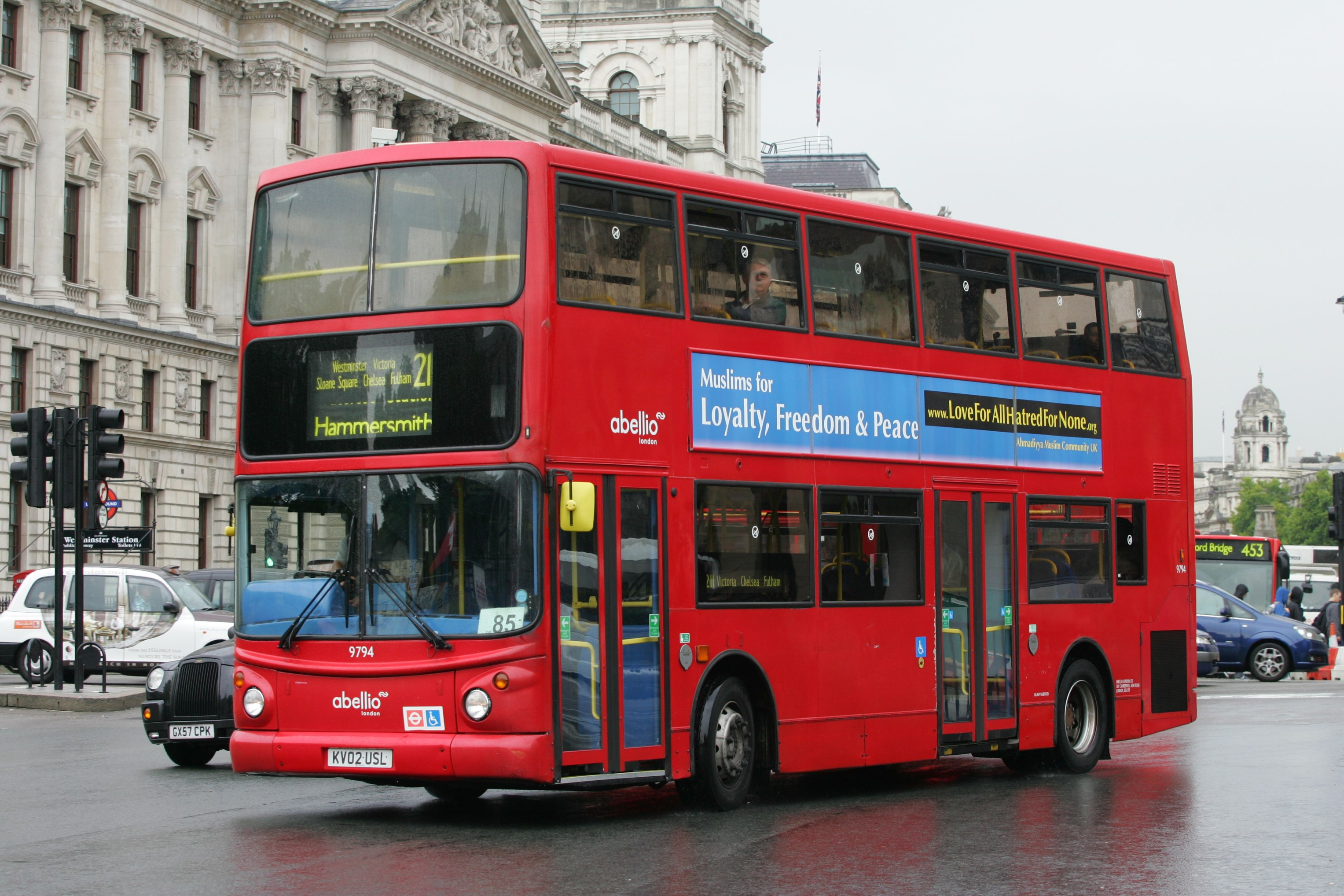
行走於倫敦市內的丹尼士三叉戟二型

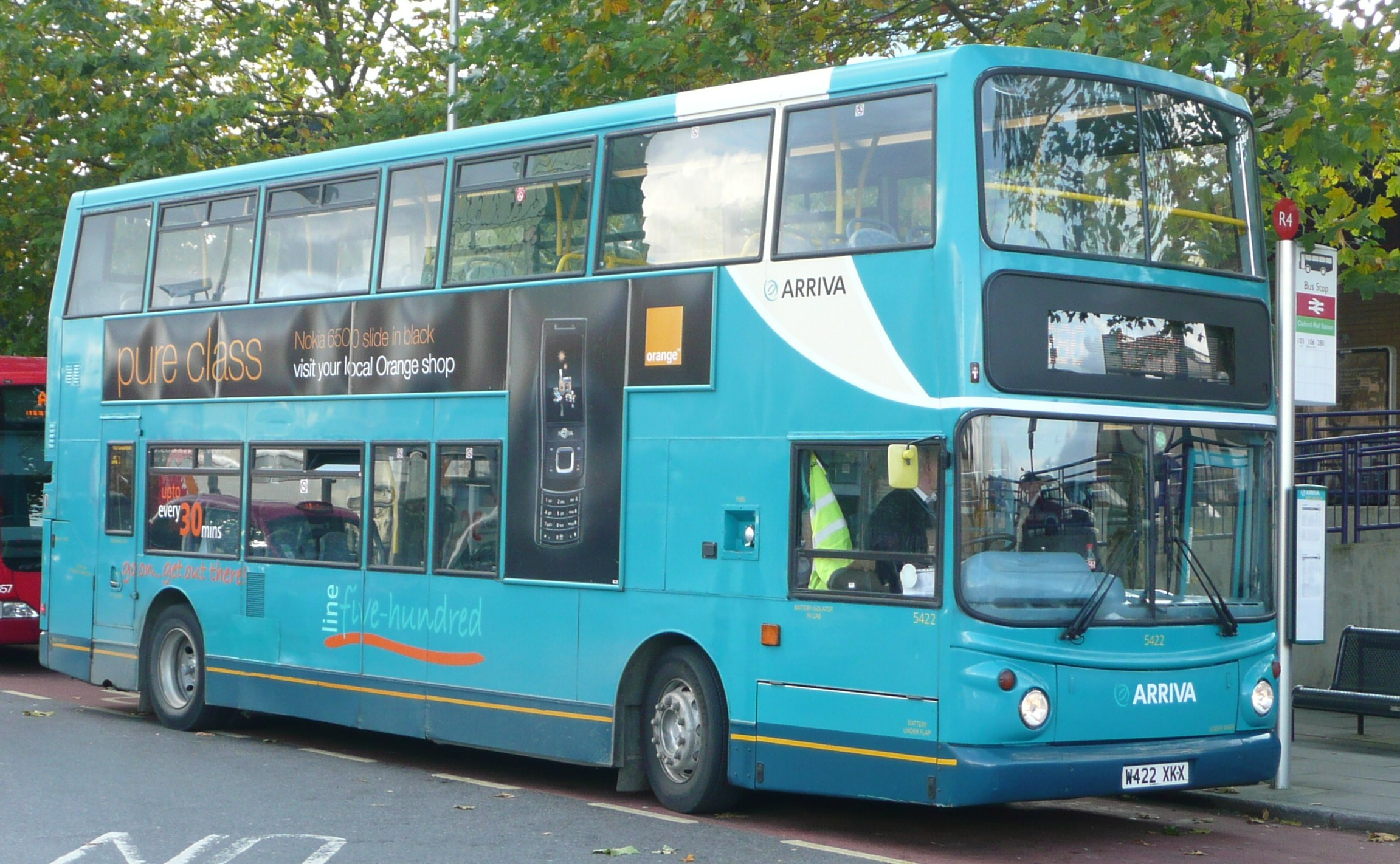
長車身丹尼士三叉戟二型

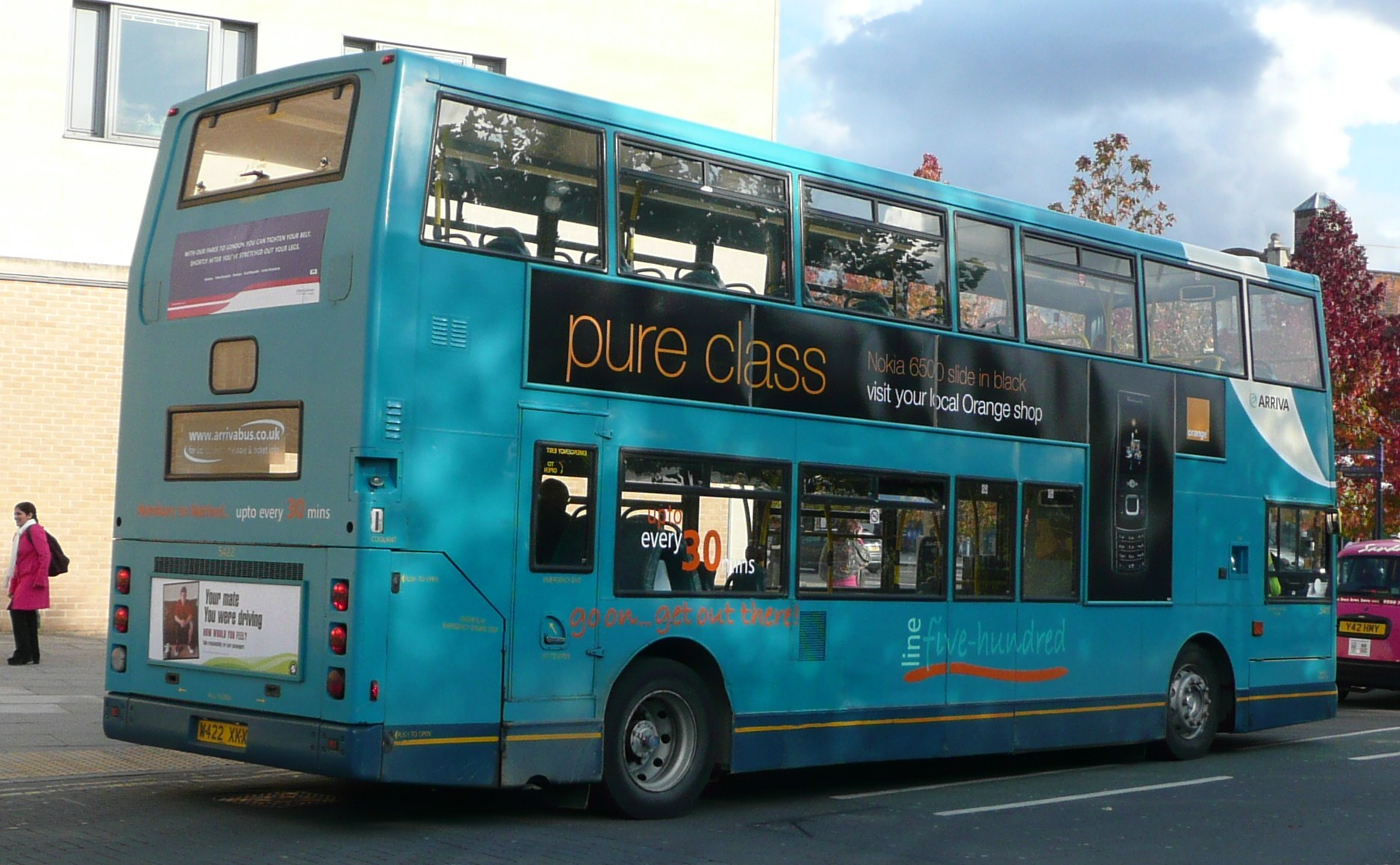
丹尼士三叉戟二型尾部

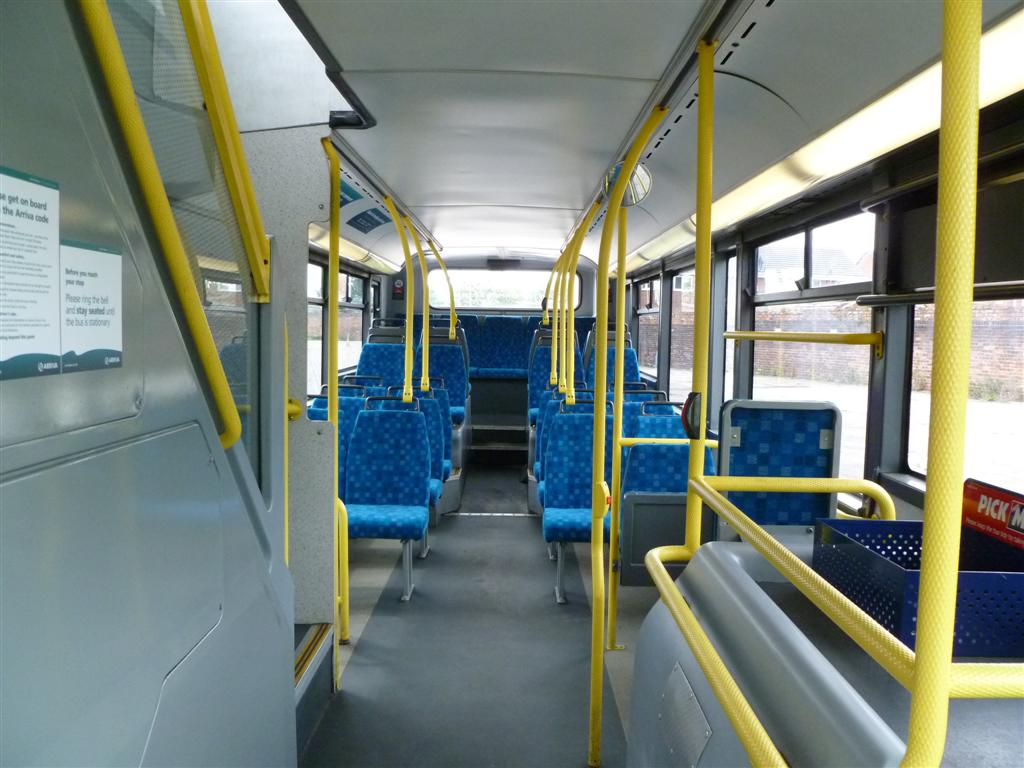
一輛丹尼士三叉戟二型下層車廂

丹尼士三叉戟二型巴士（英語：Dennis Trident 2）是英國的丹尼士車廠（Dennis Specialist Vehicles）研製的低地台雙層巴士，於1997年面世。
丹尼士三叉戟二型發展自丹尼士三叉戟三型，採用三軸設計的三叉戟三型於1996年推出，主要用於要求高載客量的香港，其後丹尼士車廠把三叉戟三型縮短及改為橫置式引擎，成為三叉戟二型，主要供應英國本土市場，在愛爾蘭及西班牙都有這款巴士的蹤影。
這款巴士曾經因為丹尼士車廠的母公司Mayflower集團與Henlys集團合併成立TransBus，在2001至2004年期間，三叉戟系列巴士曾一度冠上TransBus而被名為TransBus Trident。TransBus於2004年再度改組成為Alexander Dennis，三叉戟二型的廠牌也改為Alexander Dennis，直至2005年由Enviro 400取代。

## 設計
丹尼士三叉戟系列是一款低地台雙層巴士底盤，分為兩車軸的二型及三車軸三型，雖然兩者命名相似，但兩車軸的三叉戟二型並非簡單地把較早推出的三叉戟三型的縮短，兩者在底盤後半部的配置有不少差異。三叉戟二型的引擎採用橫置式佈局，有別於三叉戟三型的縱向安排，所以三叉戟二型的尾跨較短，引擎的散熱水箱設於引擎左側。引擎主要選用美國康明斯的產品，但德國MAN也在選配之列。波箱可選用福伊特（Voith）的DIWA或ZF的Ecomat全自動波箱，但ZF的EcoLife因為空間不足未能採用，後繼車型Enviro 400則能選配。

## 應用
大部分三叉戟二型都由英國本土的巴士公司採購。不同於在香港獲大量訂單的丹尼士三叉戟三型，丹尼士三叉戟二型未有引入香港，但其後繼車型亞歷山大丹尼士Enviro 400則於2009年引進香港。

### 英國
在英國，丹尼士三叉戟二型的買家遍佈英國各地，包括巴士集團公司第一集團（FirstGroup）及捷達集團（Stagecoach Group）。它們全屬兩軸兼低地台設計，由1999年起正式在英國投入服務，除倫敦外亦遍佈英國其他城市。英國兩軸版本丹尼士三叉戟，除了有配置亞歷山大車身版本外，更有配置Plaxton President和East Lancs製造的車身，亦有部分是採用直樓梯。
隨著英國政府及歐盟鼓勵巴士公司提供低地台巴士服務，而舊有巴士不設低地台的設計亦不合時宜，於是踏入21世紀，丹尼士三叉戟巴士在英國越來越多，訖今丹尼士車廠已售出了超過3000部。而丹尼士三叉戟等低地台巴士的普及，亦直接加速了英國經典巴士AEC Routemaster的淘汰。

## 進一步發展
Alexander Dennis於2005年開發出新版的三叉戟二型底盤，底盤擁有更長的前跨距，可容納新款引擎及波箱，採用新款油缸，新底盤可裝配2.55米寬的新款車身。由於新底盤較三叉戟二型的設計有不少變化，於是以亞歷山大丹尼士Enviro 400的名稱推出市場。
不過因為要清理先前已落實的訂單，三叉戟二型底盤的生產線要維持至2006年才停產。

## 恐怖襲擊中被害的本車型
2005年7月發生的2005年7月倫敦爆炸事件中，有兩輛是捷達倫敦所擁有的本車型在事件中被炸毁，當中有一輛於事發時正行駛倫敦巴士路線30號。該巴士事後被一輛全新的亞歷山大丹尼士Enviro 400取代，此車被冠上「倫敦精神」（Spirit of London）稱號。

### 同廠車型
- 飛鏢
- 長矛
- Enviro 200
- Enviro 300
- Enviro 400

### 競爭車型
- 富豪B7TL，富豪B9TL為其後繼車型。
- VDL DB250LF，英國首款投入服務的低地台雙層巴士，VDL DB300為其後繼車型。